# Наумов, Валерий Григорьевич
Валерий Григорьевич Наумов (7 сентября 1946 — 8 июня 2011) — советский и российский учёный в области лазерной физики, лауреат Государственной премии СССР, премий Ленинского комсомола и Правительства Российской Федерации.
Родился в 1946 году.

Окончил Московский инженерно-физический институт (1969).
С 1969 года работал в Отдельной магнитной лаборатории Академии наук СССР (ОМЛАН), с 1991 года ТРИНИТИ (Троицкий институт инновационных и термоядерных исследований), с 1995 года — начальник отдела лазерной физики Отделения перспективных исследований (ОПИ).
В 1975 году защитил кандидатскую, в 1988 году — докторскую диссертации.
Область научных интересов: физика низкотемпературной плазмы, квантовая электроника, взаимодействие лазерного излучения с веществом.
Принимал участие в разработке мощных быстропроточных газоразрядных лазеров непрерывного и импульсно-периодического действия (разработал принципы создания мощных СО2-лазеров с использованием смеси атмосферного воздуха с углекислым газом).
Профессор кафедры физики плазмы МИФИ.
Автор (соавтор) более ста научных публикаций и семи изобретений.
Лауреат премии Ленинского комсомола (1977), Государственной премии СССР (1984) и премии Правительства Российской Федерации в области науки и техники (2002) за разработку и создание мобильного лазерного технологического комплекса большой мощности.
Скоропостижно умер 8 июня 2011 года.